# Eucalyptus parvula
Espèce
Classification phylogénétique
Statut de conservation UICN

 LC  : Préoccupation mineure
Eucalyptus parvula, appelé communément gommier à petites feuilles, est une espèce de plantes à fleurs du genre Eucalyptus et de la famille des Myrtaceae. C'est un arbre endémique de l'est de l'Australie.

## Description
Eucalyptus parvula est un arbre qui peut atteindre 12 mètres de haut et un étalement de 8 m. L'écorce est, sur le tronc inférieur, brun rougeâtre, fibreuse-squameuse ou en plaques puis lisse au-dessus, grise ou verte, formant de longs rubans.
Les feuilles juvéniles sont opposées, elliptiques à obovales à larges-lancéolées, vert brillant tandis que les feuilles adultes sont étroites, vert-olive, alternes, et lancéolées, parfois un peu en forme de faucille. Elles mesurent de 4 à 7 cm de long et de 0.6 à 1 cm de large.
L'infloraison va jusqu'à 7 fleurs. Les fleurs sont crème, souvent automnales ou hivernales. Le pédoncule mesure de 4 à 7 mm de long. Les bourgeons sont sessiles, ovoïdes, mesurent de 3 à 7 mm de long et de 2 à 3 mm de diamètre. Le calyptre est conique, plus court et aussi large que l'hypanthium.
Le fruit est cylindrique, conique ou ovoïde, de 3 à 4 mm de long et de diamètre.

## Répartition
Eucalyptus parvula se trouve dans la Nouvelle-Galles du Sud de Countegany à Kybean.

## Protection
Eucalyptus parvula est éligible à une inscription en tant qu'espèce vulnérable en vertu de l'Environment Protection and Biodiversity Conservation Act 1999.

## Utilisation
Eucalyptus parvula est pourtant une espèce présente dans les jardineries à partir d'un cultivar issu d'un arbre en Europe en 1828.
Le feuillage de cet eucalyptus est très utilisé en fleuristerie pour la confection de bouquets,.

## Source de la traduction
- (en) Cet article est partiellement ou en totalité issu de l’article de Wikipédia en anglais intitulé « Eucalyptus parvula » (voir la liste des auteurs).